# MV Agusta Reparto Corse
MV Agusta Reparto Corse è la sezione aziendale di MV Agusta che si occupa delle competizioni.

## Motomondiale

### 1949-1977 la stagione dei successi

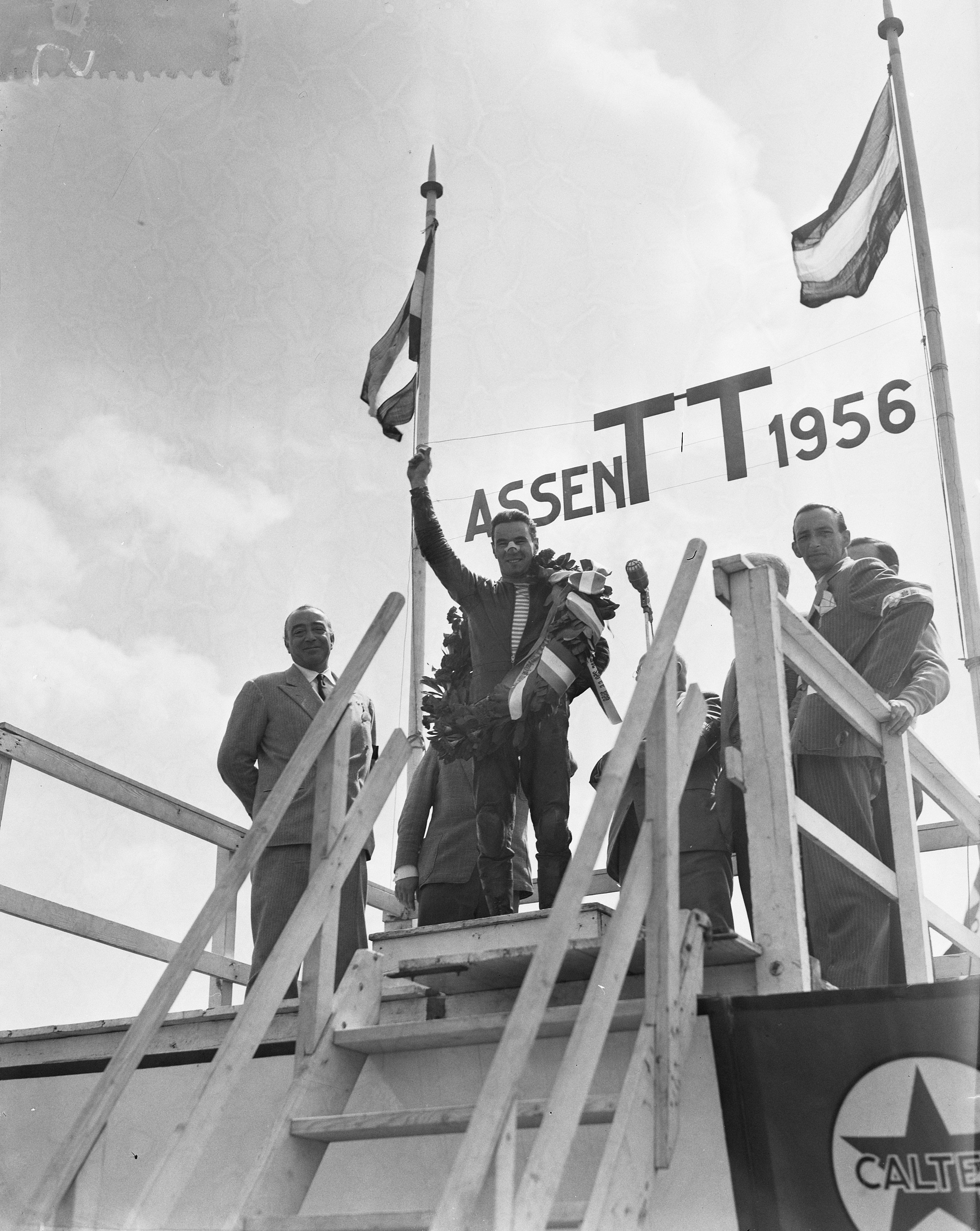
Carlo Ubbiali, plurititolato pilota MV, festeggia la vittoria nel Gran Premio motociclistico d'Olanda 1956.

L'esordio di MV nel motomondiale avvenne nella stagione inaugurale di questo sport: il 1949. In questo frangente l'impegno si limitò alla classe 125 nella quale il pilota Carlo Ubbiali salì sul podio giungendo terzo nel Gran Premio d'Olanda. Nel 1950 l'impegno si estese anche alla classe 500, in occasione della gara conclusiva di questa cilindrata a Monza ottenne un podio con Arciso Artesiani. Per la prima vittoria iridata bisognò attendere il 1952 e la gara inaugurale della 125: Il Tourist Trophy 1952. In questa circostanza a vincere fu il pilota britannico Cecil Sandford. Sanford vinse altre due gare nel corso della stagione andando a conquistare il titolo di campione del mondo. Grazie a questi risultati, uniti a quelli di Leslie Graham, la MV Agusta 125 Bialbero vinse anche il titolo costruttori di questa categoria. Nel 1953 MV vinse il titolo costruttori in 125 mentre per il titolo piloti dovette attendere il 1955 quando a vincere in sella alla 125 Bialbero fu l'italiano Carlo Ubbiali. Nel 1956 arrivò il primo titolo nella classe Classe 500 ad aggiudicarselo fu il britannico John Surtees in sella alla 500 GP, nello stesso anno Carlo Ubbiali conquistò il titolo piloti sia in 125 che in 250. Il 1958 viene ricordato come l'anno in cui MV vinse il campionato piloti e costruttori in tutte e quattro le classi monoposto del Motomondiale: la 500 e la 350 con John Surtees, la 250 con Tarquinio Provini e la 125, per il terzo anno consecutivo, con Carlo Ubbiali. Questo singolare risultato venne replicato anche nelle due stagioni successive: 1959 e 1960. Il 1961 fu l'anno di Gary Hocking, primo pilota non italiano o inglese a vincere un titolo mondiale con MV Agusta, il pilota dell'allora Rhodesia ottenne il titolo nelle classi 350 e 500, durante questa stagione venne siglato l'accordo con un pilota che avrebbe portato grandi successi ad MV: Mike Hailwood. Capace di vincere quattro titoli mondiali consecutivi nella massima cilindrata del motomondiale, più altri cinque gareggiando per altri costruttori, Hailwood guidò la moto in maniera innovativa, è infatti ricordato come l'inventore del "Frog Style" un modo di guidare la motocicletta con le ginocchia rivolte verso l'esterno.

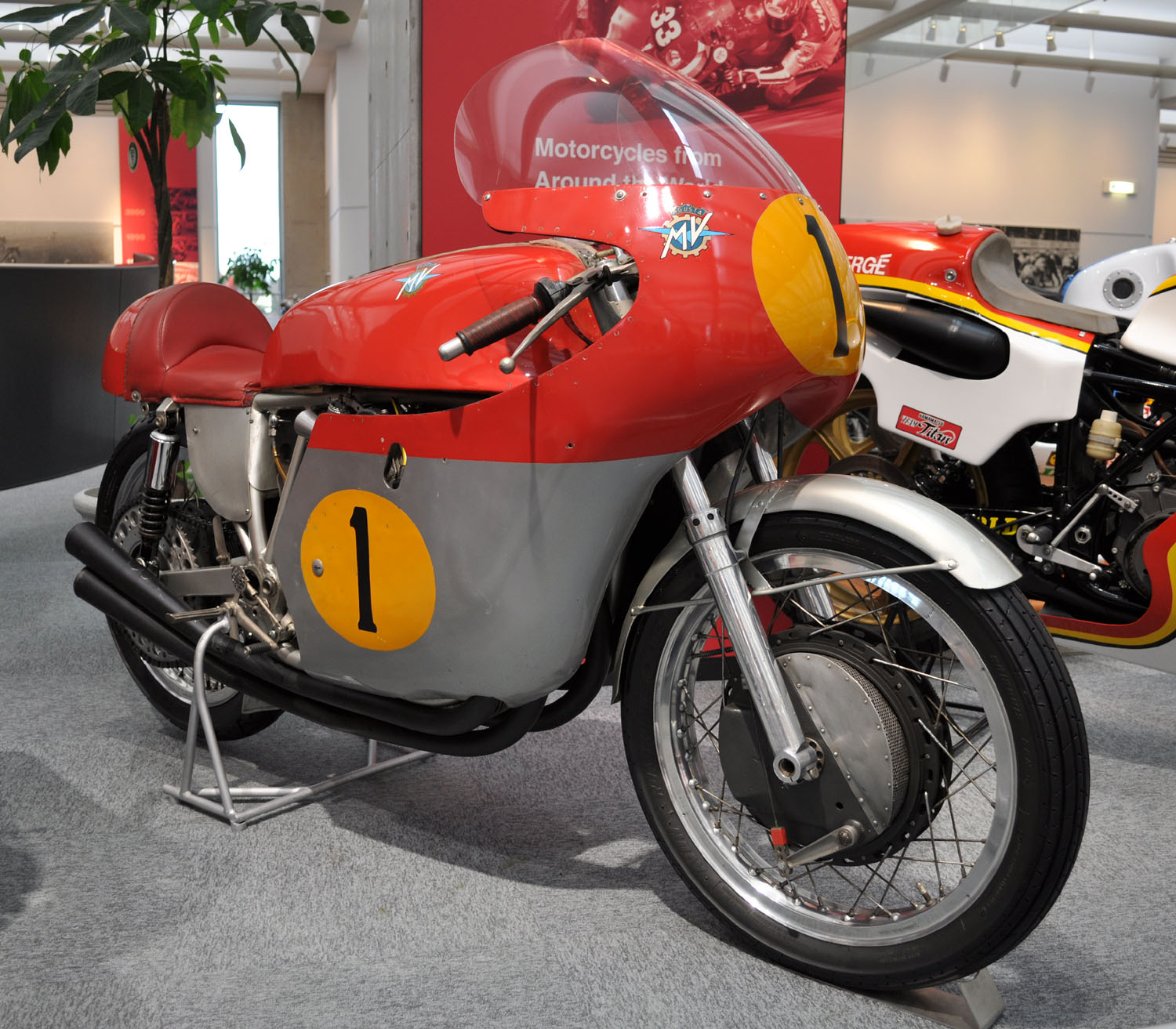
La MV Agusta quadricilindrica del 1965 di Mike Hailwood.

Attraverso l'opera mediatrice del conterraneo Carlo Ubbiali che lo segnalò al conte Domenico Agusta, Giacomo Agostini approdò alla MV Agusta, inizialmente con l'incarico di sviluppare la nuova "tre cilindri" e poi come seconda guida nel motomondiale 1965, dove poté competere nelle classi 350 e 500. Raggiunse la seconda posizione nel campionato, in entrambe le classi; alle spalle del compagno di squadra Mike Hailwood in 500 e alle spalle di Jim Redman e della sua Honda in 350, dopo aver perso l'ultima e decisiva gara in Giappone. Al termine di questa stagione Hailwood abbandonò la MV Agusta per la Honda e le successive stagioni furono caratterizzate da una serie di duelli epici tra i due piloti, ex compagni di squadra. Nel 1966 Agostini conquistò la vittoria nella classe 500, davanti all'inglese, ed Hailwood si aggiudicò la classe 350, davanti all'italiano. L'epilogo del campionato, conclusosi a Monza l'11 settembre, risultò entusiasmante. Hailwood decise di non partecipare alla gara delle 350, avendo già un notevole vantaggio, e di concentrarsi sulla gara delle 500. Agostini, invece, partecipò alla 350, pur non avendo alcuna speranza per la classifica finale, e la vinse, anche doppiando il secondo arrivato, Renzo Pasolini. Nella 500 Agostini partì male, ma recuperò giro dopo giro, fino a riprendere e superare Hailwood, aggiudicandosi la gara e il titolo iridato.

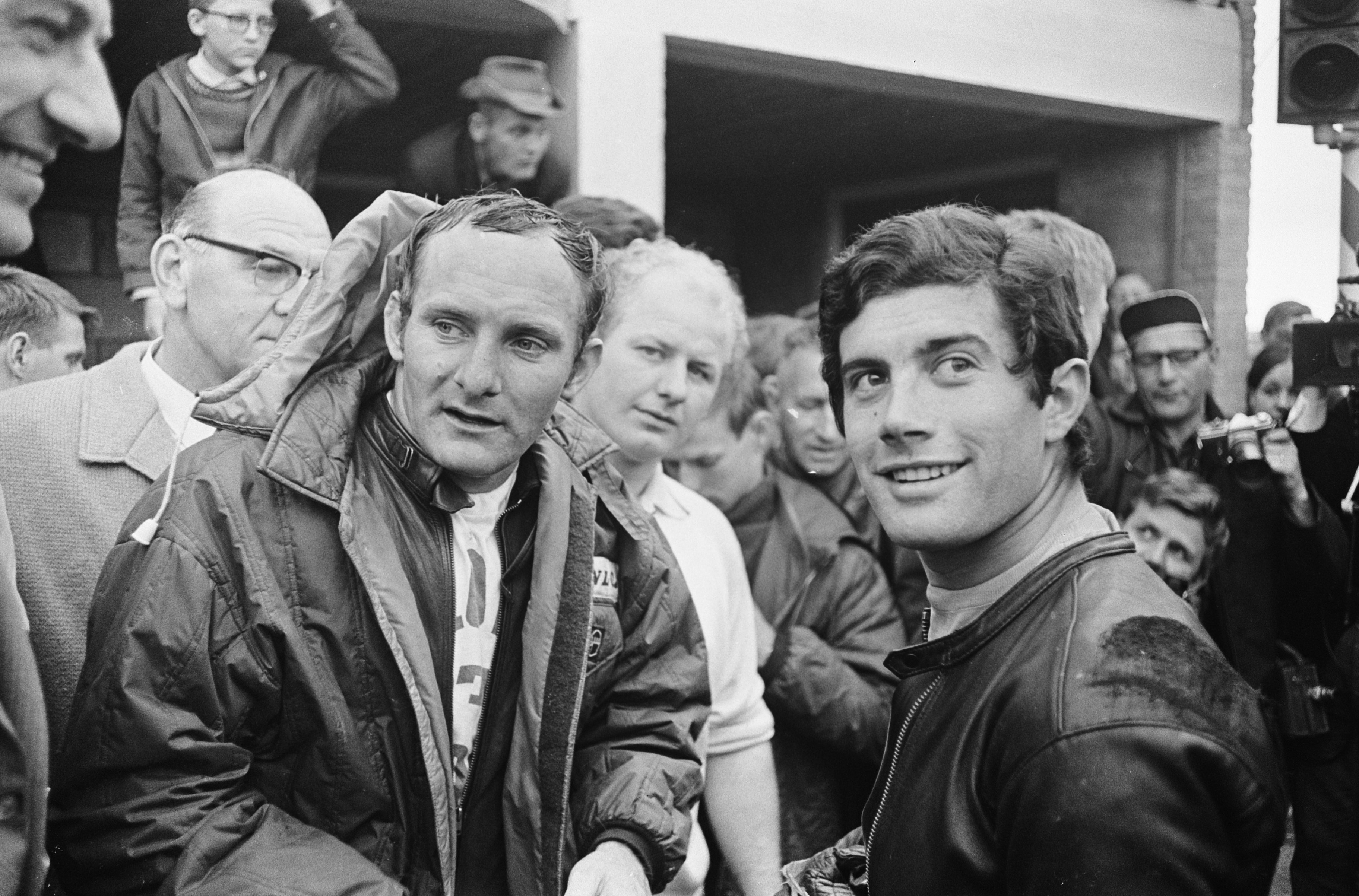
Hailwood e Agostini nel 1967.

L'anno successivo, davanti al pubblico che riempiva i circuiti, richiamato da questo forte dualismo, si svolse un'altra stagione dai titoli iridati contesi fino all'ultima gara e che vide rinnovarsi la situazione precedente, con Agostini primo in 500 e secondo in 350 e Hailwood primo in 350 e secondo in 500. Curiosamente, nella classe 500 i due ottennero gli stessi punti (46 a testa, al netto degli scarti), con eguale numero di vittorie (cinque), ma il titolo fu assegnato ad Agostini in virtù del maggior numero di secondi posti conquistati nelle dieci gare disputate: tre contro i due dell'inglese (contando anche gli scarti). 
Al termine della stagione 1967, la Honda annunciò il suo momentaneo ritiro, dichiarandosi però disposta a sborsare ugualmente l'ingaggio di Hailwood, purché non cambiasse squadra. La proposta venne accettata dal pilota inglese che decise di prendersi un anno sabbatico e rifiutò le molte offerte ricevute. Il ritiro della Honda non fu così "momentaneo" (ritornerà a competere nel motomondiale 1979) e, comunque, Hailwood decise di tentare l'avventura in Formula 1, riapparendo nelle competizioni motociclistiche in saltuarie occasioni. Fu così che, in modo del tutto inatteso, Agostini e la MV Agusta rimasero orfani degli avversari più temibili e, nel quinquennio sportivo dal 1968 al 1972, con la supervisione di Arturo Magni, collezionarono una serie impressionante di vittorie che fruttarono 10 titoli mondiali piloti e 10 titoli mondiali costruttori, nelle classi 350 e 500.
Gli sforzi tecnici di molti costruttori come Aermacchi, Benelli, Bultaco, Husqvarna, Kawasaki, LinTo, Matchless, Norton, Triumph, Suzuki e Yamaha, non riuscirono minimamente a scalfire il binomio Agostini-MV Agusta che conquistò 82 dei 102 gran premi disputati nelle classi 350 e 500 in quel lustro, dividendo il pubblico tra i sostenitori del prevalente merito di Agostini come pilota e coloro che attribuivano le vittorie alla superiorità tecnica della moto. L'enorme popolarità e prestigio del pilota risultavano piuttosto fastidiosi per la MV Agusta che, nel tentativo di ridimensionarne la figura, già nel 1970 aveva affiancato ad Agostini un compagno aggressivo e di alto valore tecnico, come Angelo Bergamonti, anche incaricato di portare avanti lo sviluppo del nuovo motore 350 sei cilindri che Agostini aveva bocciato senza appello. Purtroppo, durante la prova di Riccione della temporada, che precedeva il motomondiale, Bergamonti perì in un incidente di gara sul circuito cittadino allagato e sotto una pioggia battente. La stagione del 1971 fu davvero trionfale per Ago che riuscì a conquistare i mondiali della 350 e della 500 con tre gare d'anticipo sulla chiusura dei campionati e, con i 10 titoli iridati, a scavalcare Hailwood e Ubbiali, raggiungendo la vetta della speciale classifica di piloti per numero di titoli mondiali vinti.

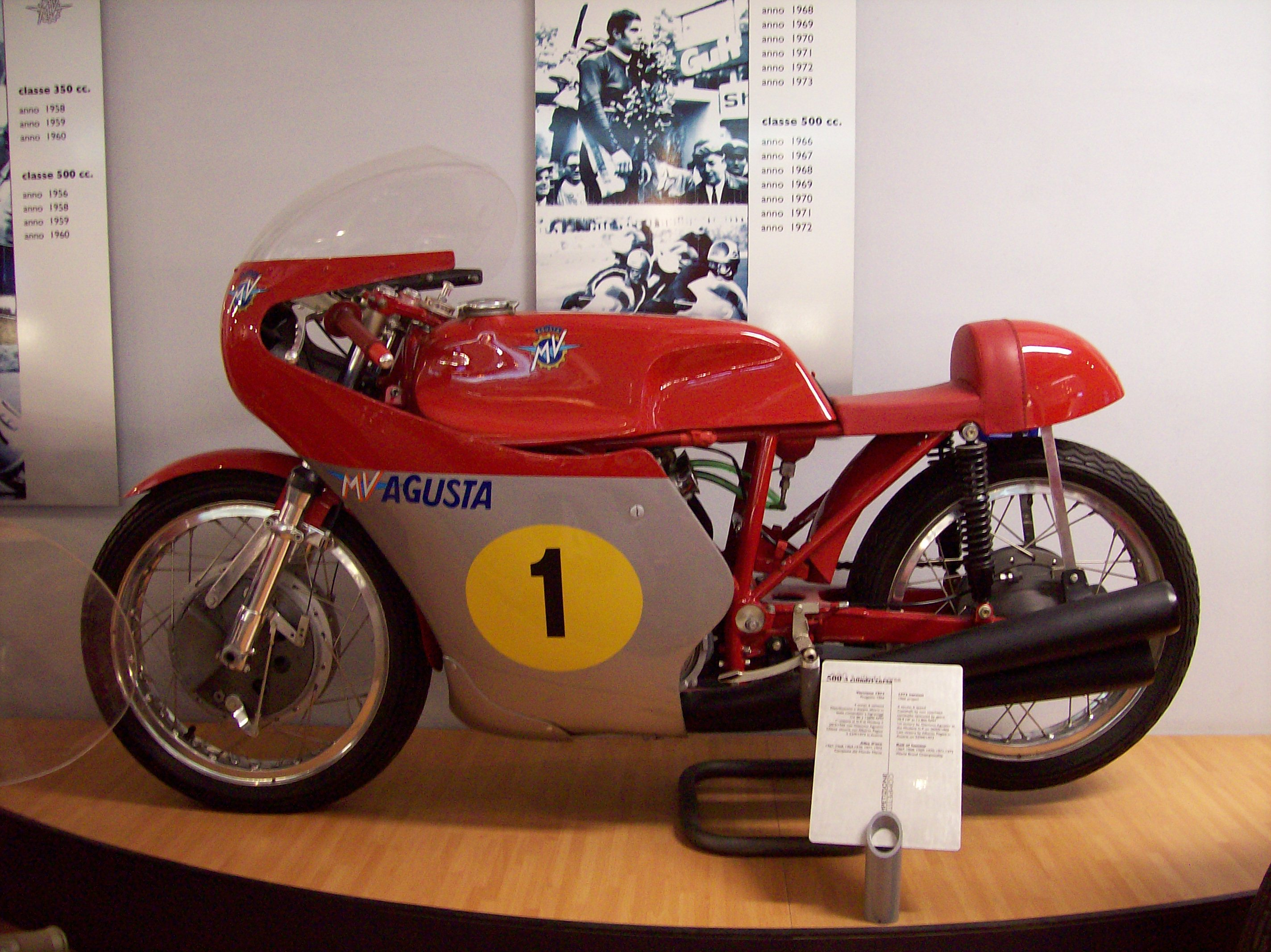
La MV Agusta 500 tricilindrica bialbero del 1972 di Agostini.

Nel 1972, ad Agostini, venne affiancato Alberto Pagani, quest'ultima stagione segnò particolarmente il pilota bergamasco per la morte dell'amico Gilberto Parlotti, durante il Tourist Trophy. Al termine della gara, pur essendo quello il suo circuito preferito, nel quale aveva già trionfato 10 volte, Agostini si fece portavoce del malumore che serpeggiava tra i colleghi, rilasciando pesanti dichiarazioni circa le responsabilità della federazione sportiva nell'utilizzare un tracciato tanto pericoloso e affermando che si sarebbe astenuto dal partecipare alle edizioni successive. Le reazioni della FIM, delle case motociclistiche e della stampa sportiva, che vedevano minacciata la gara più seguita e con elevati interessi pubblicitari, non si fecero attendere e furono durissime. Agostini, pur pungolato dalla stampa, non entrò nella furiosa polemica seguita alle sue dichiarazioni e questo comportamento venne interpretato come segno di ripensamento, ma così non fu: egli tenne fede alla parola data e non si presentò più al Gran Premio dell'Isola di Man, anche nelle stagioni in cui tale gara avrebbe potuto essere determinante per la classifica del campionato mondiale. Incoraggiati al suo esempio, anno dopo anno, anche altri piloti seguirono la decisione di Ago, progressivamente impoverendo la griglia di partenza, fino a che il Tourist Trophy venne cancellato dal calendario del motomondiale, nel 1977. Dopo la scomparsa del conte Domenico Agusta, avvenuta nel 1971, la nuova gestione aziendale decise di reclutare un pilota altamente competitivo da affiancare ad Agostini, scegliendo il pluricampione mondiale Phil Read per il campionato del 1973, al quale venne affidata la "500" vincente, mentre ad Agostini venne assegnato un prototipo sperimentale con cilindrata ridotta, derivante da un'evoluzione della "350".
Nella seconda parte della stagione '72 la stampa internazionale aveva dato quasi per certo il prossimo passaggio di Agostini alla Benelli, dopo la prova delle nuove 4 cilindri 350 e 500 a Pesaro, anche se puntualmente smentite da Agostini, le ipotesi di un suo abbandono della MV trovavano fondamento nelle indiscrezioni dell'entourage, nell'atteggiamento distaccato dei comunicati aziendali e, non ultimi, in alcuni "segnali" inviati dal pilota stesso come, ad esempio, la sostituzione della sua Dino Coupé con una De Tomaso Pantera GTS, nel settembre 1972. La notizia venne interpretata dalla stampa come una premessa all'accordo per il binomio Benelli-Ago, ma le ipotesi furono smentite dai fatti. La stagione del 1973, ricordata come l'annus horribilis nella storia del motociclismo mondiale a causa della tragedia di Monza dove persero la vita Renzo Pasolini e Jarno Saarinen, fu particolarmente pesante per MV Agusta. La moto sperimentale collezionò una tale serie di rotture che Agostini riuscì a raggiungere il traguardo solamente in 4 delle 11 gare che componevano il campionato della classe 500. I 57 punti racimolati in quelle 4 prove, 3 vittorie e un 2º posto, gli furono a malapena sufficienti per apparire 3º nella classifica finale della "500", alle spalle del vittorioso compagno di squadra Read e del 2º classificato Kim Newcombe, alfiere della König.
Nel 1974 Agostini divenne pilota Yamaha. In questa stagione il britannico Phil Read bissò il successo dell'anno precedente in sella ad una MV Agusta 500 GP. Nel 1975 MV non ottenne titoli mondiali, il miglior risultato fu il secondo posto di Read nella classifica finale della classe 500, correlato da due vittorie, nei Gran Premi del Belgio e della Cecoslovacchia, al termine di questa stagione la casa costruttrice lombarda decise di ritirarsi dalle competizioni del Motomondiale. Nel frattempo il pilota Agostini non riuscì a trovare un accordo con Yamaha per proseguire la collaborazione. Per la stagione 1976 quindi, Agostini si accordò col Reparto Corse di MV per disputare una stagione autogestita. Giacomo Agostini partecipò attivamente alla costituzione di questa nuova realtà che prese il nome di Team API Marlboro, dai principali sponsor, e disputò l'intera stagione delle classi 350 e 500. Nonostante l'impegno profuso da tutta la squadra, problemi di affidabilità legati ad alcune componenti del mezzo meccanico non all'altezza, limitarono le prestazioni di MV durante la stagione che si chiuse comunque con due successi: uno in 350, in Olanda, ed uno in 500, in Germania Ovest. Il 1977, ultima stagione prima del temporaneo ritiro dalle corse, MV Agusta gareggiò in competizioni al di fuori del contesto del Motomondiale.

### 2019-2022 il ritorno con la Moto2
Il 17 maggio 2018 viene dato l'annuncio del ritorno di MV Agusta nelle gare del Motomondiale a partire dall'anno seguente. Dopo nove stagioni consecutive, nel 2019 cambia la fornitura del motore (uguale per tutti i costruttori) nella classe Moto2. Il motore quattro cilindri in linea della Honda CBR600RR lascia il posto ad un tre cilindri in linea di 765 centimetri cubici di marca Triumph basato sul motore della Street Triple RS 765. MV fornisce la nuova MV Agusta F2 al team svizzero Forward Racing che ingaggia come piloti Stefano Manzi e Dominique Aegerter. Dopo un inizio in salita, si assiste ad un lento ma costante miglioramento delle prestazioni, riuscendo ad andare a punti in diverse occasioni con entrambi i piloti. In particolare, in occasione della gara finale a Valencia Manzi, dopo essere partito in prima fila, chiude la gara al quarto posto. MV conclude la stagione del ritorno alle corse del Motomondiale, al quarto posto tra i costruttori, davanti a NTS. Nel 2020, al confermato Manzi, viene affiancato l'esperto Simone Corsi. La stagione si chiude al terzo posto tra i costruttori, in particolare Manzi ottiene la sua prima pole position in carriera in occasione del Gran Premio della Comunità Valenciana, riportando MV in questa posizione dopo 44 anni. Nel 2021 viene ingaggiato Lorenzo Baldassarri a fianco del confermato Corsi. La stagione, in cui entrambi i titolari sono costretti a saltare delle corse venendo sostituiti, si conclude nuovamente al terzo posto tra i costruttori con un'altra pole, sempre a Valencia ad opera di Simone Corsi. Nel 2022 Corsi inizia il terzo anno consecutivo con MV, l'altro pilota è Marcos Ramírez. La stagione si rivela al di sotto delle aspettative con soli cinque punti conquistati da Ramírez, Corsi superati i trecento Gran Premi in carriera, lascia il motomondiale. Due mesi prima dell'inizio della stagione 2023 viene reso noto che MV Agusta non parteciperà al campionato.

## Superbike

### Mondiale Superbike

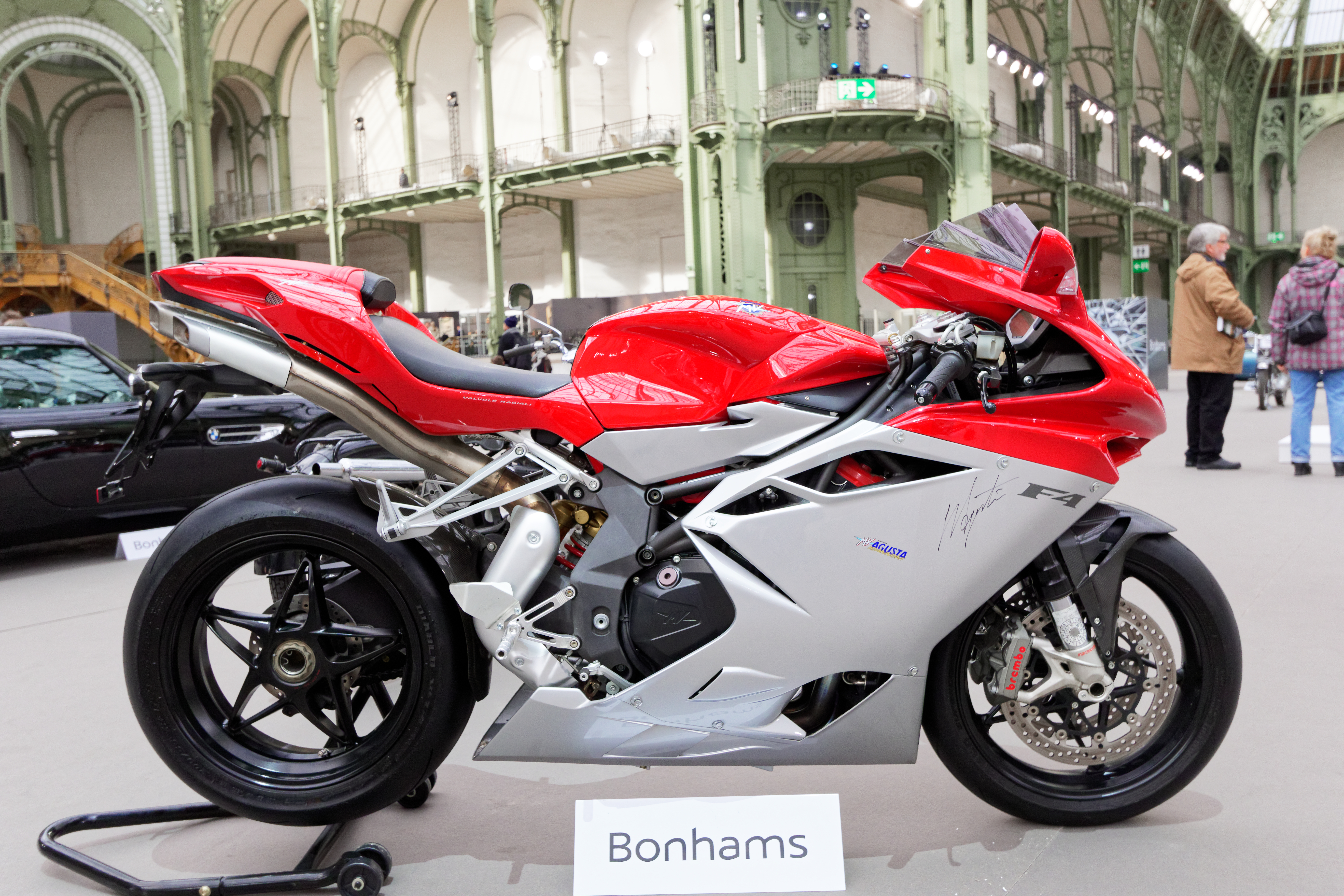
Un esemplare di MV Agusta 1000 F4 in esposizione alla casa d'aste Bonhams di Parigi nel 2017.

La stagione 2004 del mondiale Superbike sancisce il ritorno alle competizioni motociclistiche di livello mondiale di MV Agusta. Il pilota Andrea Mazzali partecipa infatti, in qualità di wild card al Gran Premio d'Italia a Imola terminando entrambe le gare a ridosso della zona punti. Nel 2005 MV Agusta disputa le tre gare in territorio italico con i piloti Andrea Mazzali e Michele Gallina senza ottenere risultati di rilievo. Nel 2007 viene schierata dal team LBR Racing una MV Agusta F4 312 R per disputare l'intera stagione. Il pilota Christian Zaiser conquista il primo punto per MV Agusta in questa categoria terminando al quindicesimo posto Gara1 a Misano Adriatico. 
Nel maggio del 2007 la società ha confermato il suo ritorno alle corse nel Campionato del Mondo Superbike per la stagione 2008. Il team inglese Foggy Racing di Carl Fogarty stava preparando la squadra; Fogarty tuttavia ha poi abbandonato i piani per tornare al Campionato Mondiale Superbike a causa della mancanza di sponsor. 
Nella stagione 2014 MV Agusta schiera un'unica F4 RR per disputare l'intero campionato Superbike. Il pilota è il comasco Claudio Corti, sostituito durante la stagione dal britannico Leon Camier a causa di un infortunio. La compagine varesina chiude la stagione al settimo posto tra i costruttori con 34 punti all'attivo. Per il 2015 viene scelto come titolare Camier, il pilota del Kent chiude la stagione al tredicesimo posto in classifica piloti con 89 punti all'attivo. Nel biennio 2016/2017 la casa varesina schiera ancora una sola 1000 F4 affidata nuovamente a Leon Camier che, curiosamente, termina entrambe le stagioni all'ottavo posto in classifica piloti ottenendo lo stesso numero di punti: 168. Nel 2018 al posto di Camier, trasferitosi al team Red Bull Honda, viene ingaggiato lo spagnolo Jordi Torres, a suo volta sostituito a fine stagione dal cileno Maximilian Scheib. Al termine di questa stagione MV annuncia il proprio ritiro dal mondiale Superbike.

### Mondiale Supersport
MV esordisce in questa categoria nella stagione 2013. Le due F3 675 sono portate in pista da Roberto Rolfo e Christian Iddon. La moto varesina regge bene il confronto con le case giapponesi, prende punti in tutte le gare tranne che in Australia, ottiene inoltre tre piazzamenti a podio e chiude la stagione al quarto posto tra i costruttori. Nel 2014 il francese Jules Cluzel è primo pilota di MV. La seconda moto è affidata, fino al Gran Premio di Malesia a Vladimir Leonov, a cui subentra Massimo Roccoli fino al termine della stagione. La competitività del mezzo permette a Cluzel di concorrere per il titolo piloti. A fine stagione il francese si classifica secondo nel mondiale andando a vincere i Gran Premi di Australia, San Marino e Francia. Il 2015 si apre con la doppietta in Australia ad opera dei piloti titolari: Jules Cluzel e Lorenzo Zanetti. Cluzel subisce un grave infortunio durante il Gran Premio di Spagna mentre era in corsa per il titolo e MV prima tra i costruttori. Nelle ultime tre gare stagionali viene sostituito da Nicolás Terol. In questa stagione inoltre, MV fornisce la F3 675 al team Race Department ATK#25 con Alex Baldolini come pilota titolare.
Nel 2016 dodici piloti, tra ufficiali e clienti, corrono con MV Agusta. Tra costoro prevale Cluzel, che chiude la stagione da vice-campione, andando a vincere il primo Gran Premio di Thailandia della Supersport e a Magny-Cours. Ottengono buone prestazioni, al netto dei reciproci infortuni, anche Gino Rea e Alex Baldolini. Nel 2017 la coppia di piloti titolari è composta da Patrick Jacobsen, che disputa l'intero campionato, e Alessandro Zaccone che partecipa alla Coppa Europa. La stagione si apre con il terzo successo a Phillip Island, ottenuto dall'italiano Roberto Rolfo in forza al team Factory Vamag. Jacobsen chiude al sesto posto in classifica mondiale ottenendo tre piazzamenti a podio e tre pole position. Zaccone chiude terzo nella graduatoria della Coppa Europa. Nel 2018 vengono messe in pista due sole F3 675 affidate al team MV Agusta Reparto Corse by Vamag. Alla guida troviamo due piloti italiani, entrambi ex campioni della Superstock 1000 FIM Cup con BMW: Ayrton Badovini e Raffaele De Rosa. Pur non vincendo alcun Gran Premio, MV Agusta ottiene il miglior piazzamento in classifica costruttori chiudendo al secondo posto con De Rosa che ottiene cinque piazzamenti a podio consecutivi in stagione. Nel 2019 il team si schiera con il confermato De Rosa e Federico Fuligni. Ottiene due piazzamenti a podio in stagione, in Aragona e a Imola chiudendo la stagione al terzo posto tra i costruttori. Per la stagione 2020 la MV sceglie di mettere in pista tre moto: due destinate ai confermati De Rosa e Fuligni, ed una per il campione del mondo uscente Randy Krummenacher. Tuttavia quest'ultimo disputò con la squadra solo la prima tappa del campionato 2020 in Australia, poiché il 10 luglio tramite un comunicato, annunciò la rescissione del contratto con il reparto corse MV. De Rosa conquista quattro piazzamenti a podio in stagione e MV chiude al terzo posto tra i costruttori con 150 punti. Nel 2021 MV mette in pista un'unica F3 affidata al team clienti e guidata da Niki Tuuli. Il finlandese ottiene tre piazzamenti a podio e due giri veloci in gara confermando la terza posizione tra i costruttori della stagione precedente.
Nel 2022, alla luce delle novità regolamentari introdotte con la "Supersport Next Generation" i costruttori possono sforare i limiti di cubatura imposte dalla classe, con la FIM che si impegna ad attuare delle regole di bilanciamento, in questo contesto MV sceglie di schierare la F3 800 RR. I piloti titolari sono il confermato Tuuli e Bahattin Sofuoğlu, che prende parte solo alle gare valide per la World Supersport Challenge. Tuuli è costretto a saltare due Gran Premi per un grave infortunio, venendo sostituito da Mattia Casadei; torna in pista e al Gran Premio d'Indonesia, dopo aver siglato la pole position, vince gara1. Successo che a MV mancava dalla stagione 2017. Sofuoğlu duella punto a punto con Marcel Brenner per il primo posto nella classifica della Challenge ma, nel finale di campionato, raccoglie molti buoni piazzamenti vincendo con ampio margine. Il decimo anno consecutivo di MV in questa categoria si chiude al quinto posto in classifica costruttori. Nel 2023 al confermato Sofuoğlu viene affiancato il tedesco Marcel Schrötter, proveniente dal motomondiale. Le prestazioni in gara della F3 800 RR migliorano rispetto alla stagione precedente fino alla doppietta ottenuta in gara due al Gran Premio del Montmelò. MV Agusta chiude al terzo posto, con undici piazzamenti a podio complessivi, sia nella classifica costruttori che in quella a squadre.
Nel 2024 il team ufficiale si schiera con gli stessi piloti dell'annata precedente (sebbene Sofuoğlu venga sostituito a fine stagione da Bo Bendsneyder), mentre altre due F3 800 vengono portate in pista da Motozoo ME AIR Racing con Tom Edwards e Federico Caricasulo come piloti. La motocicletta varesina si conferma al terzo posto tra i costruttori con sei piazzamenti a podio.

### Superstock 1000 FIM Cup
La stagione 2005 segna il ritorno di MV Agusta alle competizioni motociclistiche di livello mondiale. La compagine Varesina partecipa infatti alla Superstock 1000 FIM Cup fornendo le proprie motociclette ai team Gimotorsport UnionBikeDucci e EVR Corse Biassono Racing. nel corso di questa prima stagione ottiene un podio a Misano con Vittorio Iannuzzo. La stagione successiva prosegue la collaborazione con i team di cui sopra. In occasione del Gran Premio di Repubblica Ceca, MV torna a vincere una gara mondiale dopo trent'anni dall'ultimo successo. A condurre al traguardo la motocicletta è il pilota italiano Ayrton Badovini al suo primo successo di categoria. Al termine della stagione MV si classifica seconda tra i costruttori con tre gare vinte. Nel 2007 si classifica quarta tra i costruttori. L'unica vittoria stagionale è ottenuta da Badovini nella gara finale a Magny-Cours. Non disputa la stagione 2008. L'ultima apparizione di MV Agusta in Superstock 1000 è nel 2009, non ottiene prestazioni di rilievo se non la Pole Position nella gara inaugurale con Davide Giugliano. L'esperienza in questa categoria si conclude con quattro vittorie, dodici posizionamenti a podio e sei pole position.

### Europeo Superstock 600
In questa categoria la prima partecipazione di MV Agusta risale alla stagione 2013 quando viene portata in pista un'unica F3 675 gestita dal team Lexware-Skm by Knobi.at, guidata dal pilota austriaco Marco Nekvasil. A stagione in corso, dal Gran Premio di Germania al Nürburgring questo team utilizza la Yamaha YZF-R6. La migliore prestazione in questa categoria è l'undicesimo posto ottenuto nella gara inaugurale in Aragona. Nel 2015 il Team Factory EWS porta in pista due F3 675 affidate a Manuel Pagliani, Manuel Tatasciore e Francesco Cocco (al solo Gran Premio di Misano). Pur partecipando a diverse prove, nessuno dei tre ottiene punti.

## Tourist Trophy dell'Isola di Man
La MV Agusta ha vinto anche gare al Tourist Trophy: Giacomo Agostini vi ha fatto il suo debutto nel 1965 nella classe Junior su una MV 350 tre cilindri finendo terzo. L'italiano ha partecipato a 16 gare del TT, tutte su MV Agusta, ha vinto la gara per 10 volte, ed è stato 3 volte sul podio nelle altre gare. Ha partecipato alla gara nella doppia classe Senior/Junior nel 1968, 1969, 1970 e 1972. Mike Hailwood vinse il Tourist Trophy su una MV Agusta 4 volte, 3 in classe Senior e 1 nella classe Junior. John Surtees corse su MV Agusta nel 1956 ed ha vinto la classe Senior. Nel 1958, ha corso sia la classe Junior che la classe Senior terminandole entrambe in 1ª posizione, una prodezza che ha ripetuto anche nel 1959. Inoltre ha anche vinto l'edizione del 1960. MV Agusta ha vinto complessivamente 34 gare del Tourist Trophy.
Nella seguente tabella sono riportati i vincitori del TT con MV Agusta divisi per classe.
| Anno | Classe 125        | Classe 250        | Classe 350   | Classe 500    |
| ---- | ----------------- | ----------------- | ------------ | ------------- |
| 1952 | Cecil Sandford    |                   |              |               |
| 1953 | Leslie Graham     |                   |              |               |
| 1955 | Carlo Ubbiali     | Bill Lomas        |              |               |
| 1956 | Carlo Ubbiali     | Carlo Ubbiali     | John Surtees |               |
| 1958 | Carlo Ubbiali     | Tarquinio Provini | John Surtees | John Surtees  |
| 1959 | Tarquinio Provini | Tarquinio Provini | John Surtees | John Surtees  |
| 1960 | Carlo Ubbiali     | Gary Hocking      | John Hartle  | John Surtees  |
| 1962 |                   |                   | Gary Hocking | Mike Hailwood |
| 1963 |                   | Mike Hailwood     |              |               |
| 1964 | Mike Hailwood     |                   |              |               |
| 1965 | Mike Hailwood     |                   |              |               |
| 1966 | Giacomo Agostini  |                   |              |               |
| 1968 | Giacomo Agostini  | Giacomo Agostini  |              |               |
| 1969 | Giacomo Agostini  | Giacomo Agostini  |              |               |
| 1970 | Giacomo Agostini  | Giacomo Agostini  |              |               |
| 1971 |                   | Giacomo Agostini  |              |               |
| 1972 | Giacomo Agostini  | Giacomo Agostini  |              |               |

## Campionato Italiano velocità
Contestualmente al primo periodo di competizioni nel Motomondiale, MV Agusta schiera le proprie motociclette di diverse cilindrate anche nel Campionato Italiano velocità. Nella tabella a seguire sono riportati i vincitori del CIV nel periodo 1949-1977. (Il campionato del 1976 è condiviso con Suzuki in quanto Agostini utilizza entrambe le motociclette in questa stagione).
| Anno | Classe 125      | Classe 175        | Classe 250        | Classe 350       | Classe 500       |
| ---- | --------------- | ----------------- | ----------------- | ---------------- | ---------------- |
| 1950 | Franco Bertoni  |                   |                   |                  |                  |
| 1954 | Angelo Copeta   |                   |                   |                  |                  |
| 1955 |                 | Umberto Masetti   |                   |                  |                  |
| 1956 | Carlo Ubbiali   |                   | Carlo Ubbiali     |                  |                  |
| 1958 |                 |                   | Tarquinio Provini |                  | Carlo Bandirola  |
| 1959 | Carlo Ubbiali   | Tarquinio Provini |                   |                  | Remo Venturi     |
| 1960 | Carlo Ubbiali   |                   | Carlo Ubbiali     |                  | Remo Venturi     |
| 1962 |                 |                   |                   |                  | Remo Venturi     |
| 1963 |                 |                   |                   |                  | Silvio Grassetti |
| 1964 | Bruno Spaggiari |                   |                   |                  |                  |
| 1965 |                 |                   |                   |                  | Giacomo Agostini |
| 1966 |                 |                   |                   |                  | Giacomo Agostini |
| 1968 |                 |                   |                   |                  | Giacomo Agostini |
| 1969 |                 |                   |                   |                  | Giacomo Agostini |
| 1970 |                 |                   |                   | Giacomo Agostini | Giacomo Agostini |
| 1971 |                 |                   |                   | Giacomo Agostini | Giacomo Agostini |
| 1972 |                 |                   |                   | Giacomo Agostini | Giacomo Agostini |
| 1973 |                 |                   |                   |                  | Giacomo Agostini |
| 1976 |                 |                   |                   |                  | Giacomo Agostini |

All'inizio degli anni 2000, in concomitanza col ritorno alle corse nei campionati mondiali ed europei per motociclette derivate dalla serie, MV torna anche nel CIV disputando le categorie Superstock 1000, Supersport e Superbike. Nella tabella a seguire sono riportati i relativi vincitori del CIV.
| Anno | Categoria       | Vincitore       | Moto      | Squadra                 |
| ---- | --------------- | --------------- | --------- | ----------------------- |
| 2006 | Superstock 1000 | Luca Scassa     | F4 1000 R | EVR Corse Ormeni Racing |
| 2008 | Superbike       | Luca Scassa     | F4 312 R  | Union Gimotorsport      |
| 2015 | Supersport      | Massimo Roccoli | F3 675    | Laguna Moto Racing      |
| 2016 | Supersport      | Massimo Roccoli | F3 675    | Laguna Moto Racing      |
| 2017 | Supersport 600  | Davide Stirpe   | F3 675    | Extreme Racing Service  |
| 2021 | Supersport 600  | Davide Stirpe   | F3 675    | Extreme Racing Service  |

## Campionato Europeo Velocità
Nel 2022, appoggiandosi a Forward Racing analogamente al motomondiale, la F2 viene portata in pista nel campionato europeo Moto2. I piloti che prendono parte alla manifestazione sono Nicola Gianico ed Héctor Garzó, con quest'ultimo sostituito dopo cinque gare da David Sanchís. Questa sporadica partecipazione si conclude al terzo posto nella classifica costruttori.

## Altre competizioni

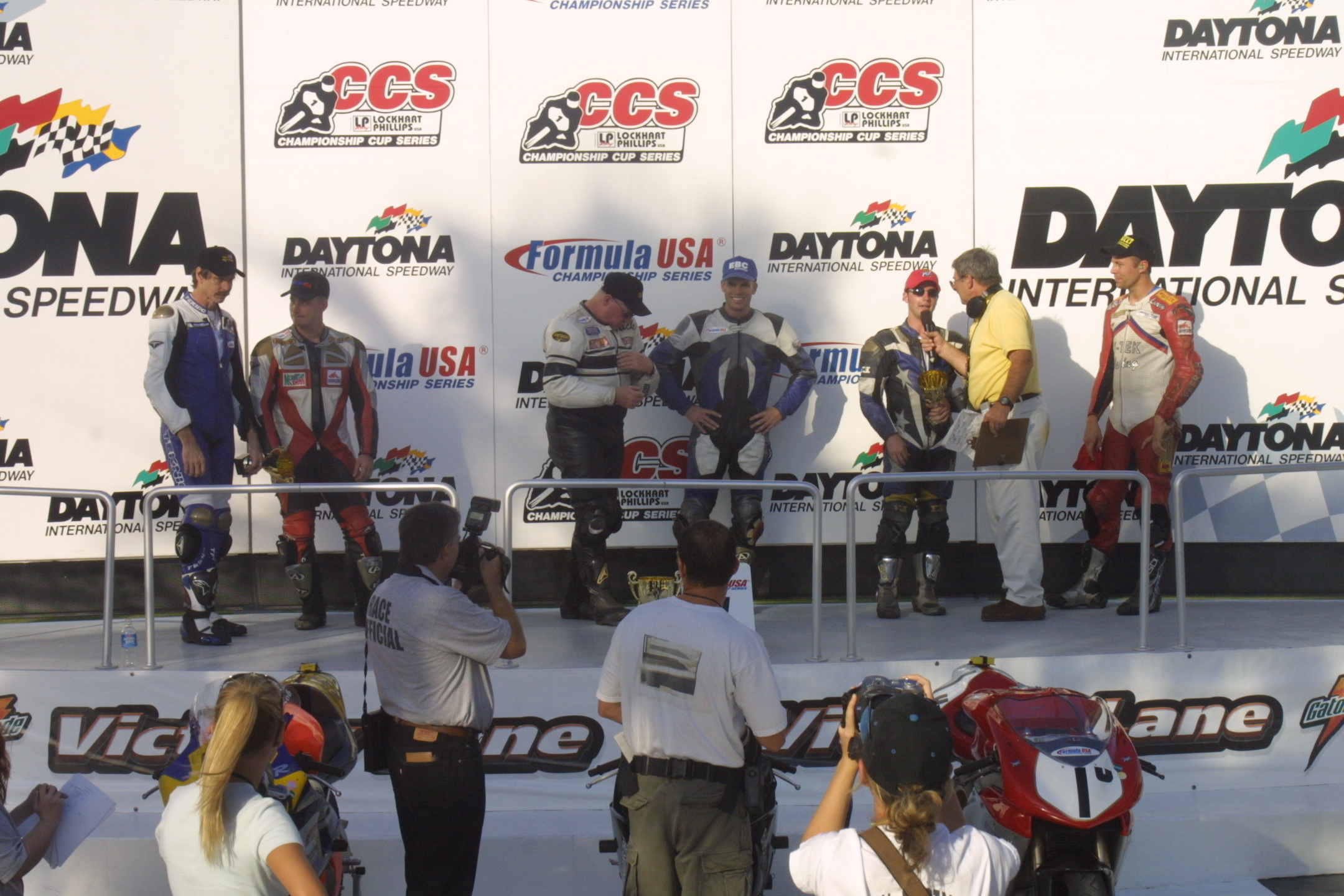
Cerimonia del podio alla Daytona International Speedway del 2003.

Anche se non ci sono stati tentativi di ricostituire la squadra corse, numerosi team indipendenti hanno corso con la F4 750. Nel 2003 la squadra corse statunitense Big Show Raging di Chicago ha messo in campo una F4 750 negli USA Formula, correndo nel Daytona International Speedway "200 Team Challenge Mile". La squadra si è classificata al secondo posto generale con i piloti Denning Larry e Aaron Risinger che hanno pilotato la moto. Grazie a questo risultato MV sale sul podio di una prestigiosa competizione dal respiro internazionale, nella quale anche Giacomo Agostini colse un successo, ma alla guida di una Yamaha.
Ad ottobre 2012 viene annunciato che le MV Agusta F4-RR avrebbero partecipato al British Superbike Championship la stagione successiva. Di fatto l'esordio avviene nella stagione 2015 di questo campionato quando il team Tsingtao Hampshire MV Agusta disputa la gara presso il Circuito di Snetterton e la successiva su quello di Knockhill con il pilota Vittorio Iannuzzo. Le quattro gare si chiudono con tre ritiri e una mancata partenza in Gara2 a Knockhill non ottenendo punti in entrambe le classifiche: piloti e costruttori. Nelle stagioni a seguire viene messa in pista anche la F3 675 nella categoria Supersport del campionato britannico ottenendo risultati più consistenti come i dieci piazzamenti a podio e le tre vittorie in gara ottenute dal pilota irlandese Jack Kennedy nel 2017.